# Срібної кулі немає
«Срібної кулі немає» — сутність та акциденція в програмній інженерії — популярна стаття Фреда Брукса, написана в 1986. В ній Брукс стверджує що «немає жодного відкриття ні в технології, ні в методах управління, одне тільки використання якого обіцяло б протягом найближчого десятиліття на порядок підвищити продуктивність, надійність, простоту розробки програмного забезпечення». Також він говорить що «не варто очікувати що колись ми будемо мати двократний приріст кожні два роки» в розробці програмного забезпечення, так, як ми спостерігаємо в апаратному (Закон Мура).
Брукс розділяє акцидентні труднощі (ті що заважають розробці ПЗ, але не є йому властивими), та суттєві труднощі (ті що випливають з самої природи програмного забезпечення). Він припускає що більшість того чим займаються розробники пов'язане з суттєвими труднощами, тому зведення акцидентної складності до нуля не дасть суттєвого збільшення продуктивності.
Стаття, та рефлексії Брукса над нею, «Новий постріл Срібної кулі», можна знайти у ювілейному виданні «Міфічного людино-місяця».
Як кандидати на роль срібної кулі стаття розглядає:
- Мови високого рівня (Ada)
- Об'єктно орієнтоване програмування
- Штучний інтелект
- Експертні системи
- Автоматичне програмування
- Графічне програмування
- Верифікація програм
- Інтегровані середовища розробки

Як розв'язання проблеми сутності:
- Повторне використання коду
- Ефективний аналіз вимог та прототипування ПЗ
- Інкрементна розробка